# 27126 Bonnielei
27126 Bonnielei è un asteroide della fascia principale. Scoperto nel 1998, presenta un'orbita caratterizzata da un semiasse maggiore pari a 2,3745136 UA e da un'eccentricità di 0,1166289, inclinata di 3,28812° rispetto all'eclittica.